# Педроза, Роберто Гомес
Робе́рто Го́мес Педро́за (порт. Roberto Gomes Pedrosa; 8 июня 1913, Рио-де-Жанейро — 6 января 1954, Рио-де-Жанейро) — бразильский футболист, вратарь. Игрок сборной Бразилии. Участник чемпионата мира 1934 года.

## Биография
Педроза начал карьеру в «Ботафого» в 1930 году и защищал ворота клуба четыре года, первоначально он боролся за место в рамке с другим игроком — Амилкаром Барбуем, и уже в первый сезон отвоевал пост номер один и уже не отдавал его до 1934 года, пока не покинул «Ботафого». В 1934 году Педроза в составе сборной Бразилии поехал на чемпионат мира в Италию, там он сыграл лишь один матч, 27 мая с Испанией, в котором пропустил три мяча и больше в том чемпионате не выходил. В том же году он уехал в штат Сан-Паулу, где стал играть за местный «Эстудианте». В 1938 году он перешёл в «Сан-Паулу» и через год завершил карьеру.
После окончания карьеры футболиста Педроза в 1940 стал функционером «Сан-Паулу», работая в разных областях управления клубом. В 1946 году он принял пост президента футбольного клуба, а затем и всей федерации футбола штата Сан-Паулу, которой он управлял до 1954 года, до своей кончины.
В 1967 году его именем был назван турнир «Кубок Роберто Гомеса Педрозы», ставший предшественником чемпионата Бразилии.

## Достижения
- Чемпион Федерального округа (1891—1960) (3): 1932, 1933, 1934